# Tornado (båtmodell)

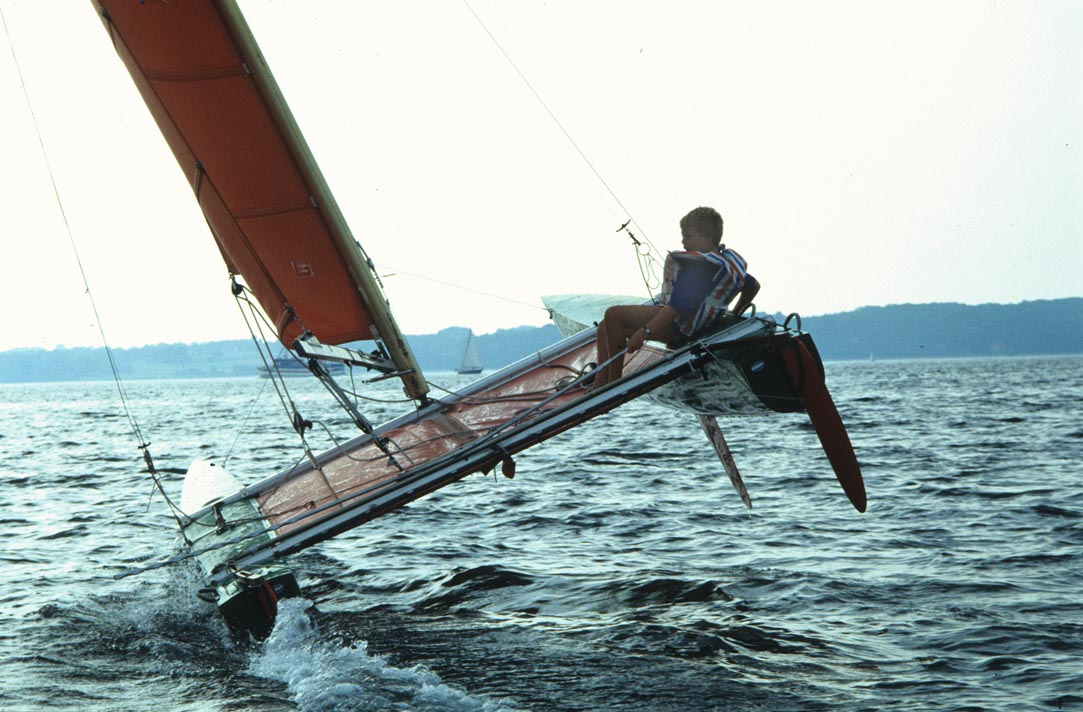
Tornado under segling

Tornado är en tvåmanssegelkatamaran som ofta används vid kappsegling. Tornadon konstruerades av Rodney March 1967 och är en OS-klass sedan 1976. Den är 6,1 m lång och dess segelyta är 21,8 m².
Den svensk som varit mest framgångsrik i Tornado är Göran Marström som deltagit i flera OS och tagit ett OS-brons i par med Jörgen Ragnarsson.